# Charge (hydraulique)
Pour les articles homonymes, voir charge.

Variation des trois termes de la charge le long du coursier d'un moulin : la somme des termes reste constante de l'amont à l'aval, bien que leur part respective varie.

En hydraulique, la charge est une grandeur homogène à une longueur (hauteur de la colonne d'eau dans un tube de Pitot). Cette grandeur est proportionnelle à l'énergie mécanique d'une molécule de fluide. Lorsque le Théorème de Bernoulli s’applique à un écoulement, cette grandeur est constante le long d'une ligne de courant : 
{\displaystyle {\frac {v^{2}}{2g}}+z+{\frac {p}{\rho g}}={\text{constante le long d'une ligne de courant}}}
où {\displaystyle \rho } est la masse volumique du fluide [kg/m3], {\displaystyle g} l'accélération de la pesanteur [m/s2], {\displaystyle z} la hauteur à laquelle se trouve le fluide [m], {\displaystyle p} la pression statique [Pa] et {\displaystyle v} la vitesse du fluide [m/s].
La pression statique correspondante s'obtient selon la relation {\displaystyle p=\rho g\times {\text{constante}}}.
Pour un fluide immobile, dans le cas d'une colonne d'eau statique comme celle d'un piézomètre installé dans un terrain poreux, l'équation de Bernouilli se simplifie : la charge hydraulique est égale à la hauteur  ({\displaystyle h}) de la colonne d'eau et la valeur de la pression hydrostatique ({\displaystyle p}) correspondante est donnée directement par la relation {\displaystyle p=\rho gh}.